# Alban Voisin
Alban Voisin, né le 28 mars 1915 à Obies et décédé le 15 octobre 2002 à Bavay, est un homme politique français.